# Erdős-emlékelőadás
Az Erdős-emlékelőadás az Amerikai Matematikai Társulat (AMS) évenkénti, meghívott előadása.
Az AMS szokásos összejövetelei egyikén tartják. Andrew Beal dallasi bankár és amatőr matematikus segítségével jött létre. Beal nevezetes sejtésének megoldására 100 000 dollárt ajánlott fel, amit a megoldásig az AMS kezel. Ennek az összegnek a kamataiból fizetik az emlékelőadás költségeit.

## Az előadók
- 2013-10-12: Barry Mazur
- 2013-04-27: Szemerédi Endre
- 2012: Ken Ono
- 2011: Emmanuel Candes
- 2010: Doron Zeilberger
- 2009: Jeffrey Lagarias
- 2008: Timothy Gowers
- 2007: Andrew J. Granville
- 2006: Bollobás Béla
- 2005: Persi Diaconis
- 2004: Bernd Sturmfels
- 2003: Avi Wigderson
- 2002: Hillél Fürstenberg
- 2001: Carl Pomerance
- 2000: John H. Conway
- 1999: Ronald L. Graham

## Honlapja
Erdos Memorial Lectures Archiválva 2007. április 3-i dátummal a Wayback Machine-ben